# Surekha Sikri
Surekha Sikri, także: Surekha Sikri Rege i Surekha Sikri-Rege (ur. 19 kwietnia 1945, zm. 16 lipca 2021) – indyjska aktorka filmowa.

## Filmografia
- Humko Deewana Kar Gaye (2006)
- Jo Bole So Nihaal (2005) – p. Balwant Singh (mama Nihaala)
- Tumsa Nahin Dekha (2004) – babcia Daksha
- Miłosne kłamstwa (2004) – matka Manoja
- Raghu Romeo (2003) – matka Raghu
- Mr. and Mrs. Iyer (2002) – Najma Ahmed Khan
- Kali Salwaar (2002) (as Surekha Sikri-Rege)
- Deham (2001) (as Surekha Sikri-Rege) – matka Oma
- Zubeidaa (2001) (jako Surekha Sikri-Rege) – Fayyazi
- Hari-Bhari: Fertility (2000) – Hasina
- Cotton Mary (1999) – Gwen
- Dillagi (1999) – Kiran
- Poświęcenie (1999) (as Surekha Sikri Rege) – matka Sultana (gościnnie)
- Janmadinam (1998) – Amma (matka Sarasu)
- "Kabhie Kabhie" (1997) serial TV .... Lakshmi Pathak
- Sardari Begum (1996) (jako Surekha Sikri Rege) – Idbal Bai
- Mammo (1994) – Fayyazi
- Nazar (1991) – Bua
- Salim Langde Pe Mat Ro (1989) – matka Salima
- Parinati (1989) – żona Ganesha